# Gatorade
Gatorade (укр. Ґеторейд) — загальна назва серії ізотонічних напоїв, вироблених компанією PepsiCo. Розроблено у 1965 році групою дослідників Університети Флориди на замовлення університетської футбольній команди з метою відновлення рідин, втрачених організмом під час тренувань. Завдяки постійній широкій рекламній кампанії продукти серії Gatorade є найпопулярнішими спортивними напоями у Північній Америці і одними з найпопулярніших у світі.

## Історія створення
У 1965 році помічник тренера футбольної команди Університети Флориди, Дуейн Дуглас, зіткнувся з проблемою: гравці його команди постійно потрапляли до лікарні в ході ігор та тренувань через зневоднення організму, при цьому практично не відчуваючи необхідності мочитися. Дуглас звернувся до лікаря Роберта Кейда, тодішнього керівника відділення нефрології і електролітів, і той встановив, що втрата рідин була викликана рясним потовиділенням, у ході якого гравці втрачали як воду, так і важливі для балансу речовин калій і натрій. Це вело також до зниження рівнів енергії та витривалості у гравців.
Кейд звернувся до тренера збірної університету Рея Грейвза з проханням виділити йому гравців для дослідів, і отримав у своє розпорядження десятьох футболістів з команди першокурсників. Досліди показали, що під час тренувань у крові спортсменів знижувався вміст цукру; знижувався також і загальний обсяг крові, призводячи до різних негативних для організму наслідків. Кейд та його співробітники дійшли висновку, що можна швидко відновлювати баланс речовин в організмі за допомогою води, в якій будуть розчинені необхідні солі та глюкоза. Перший дослідний зразок такої суміші був настільки огидним на смак, що самого Кейда, що спробував його, негайно вирвало, а інші співробітники могли тільки куштувати його дрібними ковтками, не відходячи далеко від раковини. Було зрозуміло, що гравці не зможуть пити таку суміш у кількостях, достатніх для відновлення балансу речовин. Знадобилася значна кількість лимонного соку, щоб заглушити тухлий смак напою і зробити його якщо не смачним, то хоча б придатним для вживання.
Першу перевірку продукт лабораторії Кейда пройшов під час тренувального матчу другої збірної університету проти команди першокурсників. Першокурсникам було дозволено пити суміш Кейда, тоді як друга збірна пила просту воду. Більш досвідчена та фізично потужна друга збірна повела після першої половини гри з рахунком 13:0, але другий тайм був повністю за першокурсниками, які проводили одну успішну комбінацію за іншою і не віддали суперникам більше жодного очка. Вже наступного дня Кейд забезпечував своєю сумішшю гравців першої збірної Грейвза у матчі проти команди університету штату Луїзіана. Луїзіанська команда, яка вважалася безумовним фаворитом зустрічі, вела в рахунку після трьох чвертей матчу, але гравці з Флориди зуміли вирвати перемогу в останній чверті за температури 39 °C. У наступному сезоні чемпіонату NCAA «Кока-колу Кейда» вже пила вся перша збірна Флоридського університету, яка цього року показала цілу низку рекордних результатів і закінчила його з балансом перемог і поразок 8-2, заробивши репутацію «команди другого тайму» та вигравши чемпіонське звання. При цьому одну зі своїх двох поразок команда зазнала, коли машина з відновлюючим напоєм із загадкової причини не дісталася місця гри. Крім того, збірна, в якій за перші дві гри в сезоні було госпіталізовано 15 гравців, за решту року не втратила більше жодного. До середини сезону напій Кейда знайшов ім'я, яке потім стало торговою маркою: Gatorade. Як згадував автор імені Джим Фрі, воно поєднувало в собі назву флоридської команди — «Ґейторс» — і слово «лимонад» (англ. lemonade).

## Популярність та комерційний успіх

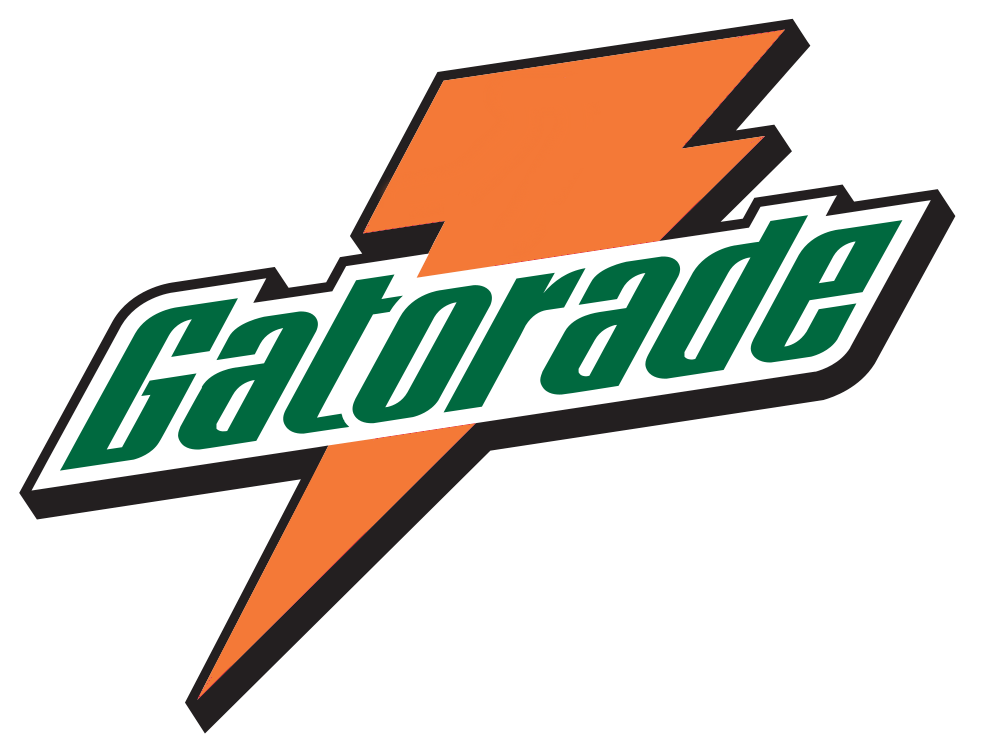
Торговий знак Gatorade до 2009 року

Ключ до успіху флоридської команди було оприлюднено після фінального матчу сезону, в якому «Ґейторс» обіграли збірну університету Маямі, а у грудні 1966 року Флоридський університет опублікував офіційну заяву, присвячену новому напою. На цьому етапі Кейд вже замислювався про комерційне виготовлення Gatorade, навіть звернувшись до фінансового відділу університету із заявкою на спонсорування з наступним рівним розділом доходів, але ця заявка була відхилена. Проте перемога талановитої флоридської збірної, веденої майбутнім професійним квотербеком Стівом Сперрієром, принесла Кейду та його напою популярність. У 1967 року один із його колишніх асистентів, який знайшов роботу в Індіанському університеті, зумів зацікавити ідеєю напою керівництво виробників харчових продуктів Stokely-Van Camp, чия штаб-квартира розташовувалася в Індіанаполісі; на осінь того ж року Stokely-Van Camp закріпили за собою права на нього в національному масштабі. До 1973 року завершилася серія судових процесів, в результаті яких частина доходів стала надходити до Флоридського університету та співробітників лабораторії Кейда. За наступні чотири десятиліття авторські права принесли кожному з винахідників Gatorade по 30 млн доларів. Іншою юридичною проблемою виробників у перші роки випуску був факт, що підсолоджувач, що використовується в напої — цикламат натрію — був визнаний небезпечним для здоров'я канцерогеном та заборонений у США у 1969 році; його довелося замінити фруктозою.
У 1983 року компанія Stokely-Van Camp була придбана фірмою Quaker Oats, котра розгорнула великомасштабну рекламну кампанію, до якої було залучено знаменитого баскетболіста Майкла Джордана. Quaker Oats акцентувала у своїй кампанії наукові основи, на яких було збудовано відновлюючий ефект Gatorade. З цілях створення відповідного іміджу в 1985 році було засновано Лабораторію спортивної фізіології Gatorade під керівництвом доктора Роберта Маррея; у 1988 року на основі лабораторії було створено Інститут спортивних досліджень Gatorade. 

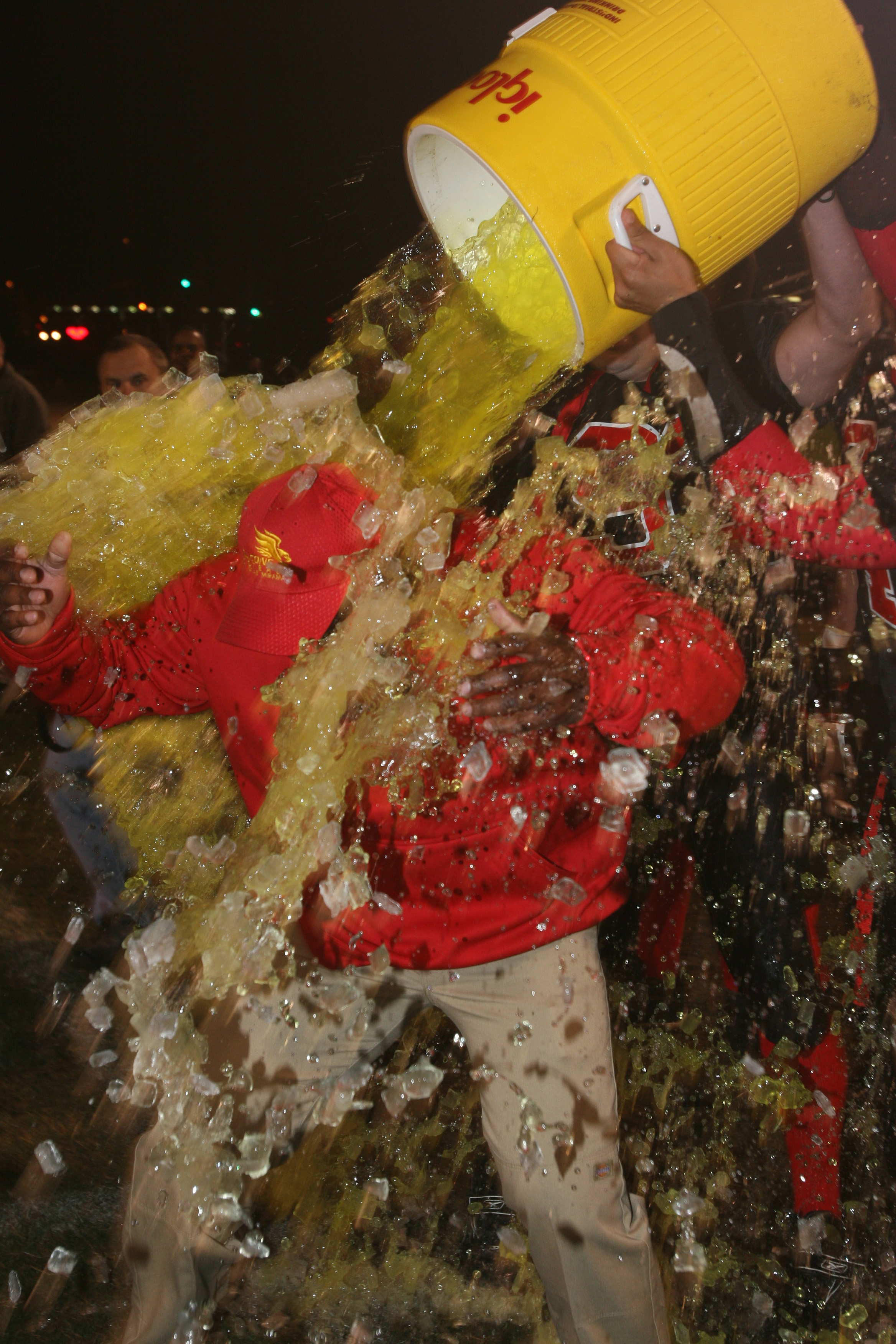
Душ із Gatorade

Впізнаваності торгової марки також сприяла стихійна спортивна традиція. У 1985 році перед матчем команд НФЛ «Нью-Йорк Джайентс» та «Вашингтон Редскінз» тренер нью-йоркської команди Білл Парселлс, намагаючись мотивувати свого ноуз-гарда Джима Берта, цілий тиждень доводив того розповідями про те, як з ним упорається гравець команди суперників. Коли «Джайентс» виграли матч із рахунком 17-3, Берт схопив чан-холодильник із залишками Gatorade і виплеснув його на тренера. Після першого шоку одноклубники Берта оцінили жарт і вже наступної гри відсвяткували перемогу аналогічним чином. В подальшому гравець «Джайентс» Гаррі Карсон став влаштовувати тренеру «душ із Gatorade» у кожному переможному матчі. Оцінивши цінність регулярного показу цього ритуалу по телебаченню, власники компанії Quaker Oats віддячили Карсону та Парселлсу подарунковими купонами. Традиція «душа з Gatorade» була підхоплена й іншими командами, і його популярність стала настільки високою, що першість Берта та Карсона у його винаході навіть заперечував гравець «Чикаго Беарз» Ден Хемптон, який стверджував, що вперше зробив цей трюк за рік до них. Згодом місце Gatorade у ритуалі почали займати вода та інші напої, а під час візиту «Джайентс» до Білого Дому Карсон влаштував президенту Рейгану «душ» з повітряної кукурудзи, насипаної, проте, у відерце з-під Gatorade.
У результаті рекламної кампанії Gatorade фактично перетворився на монополію на американському ринку спортивних напоїв: продукція цієї серії складала 80 % від загального обсягу продажу спортивних напоїв у США. Протягом тривалого періоду після 1983 року продажі Gatorade зростали на 20 % щорічно — від 100 млн доларів у 1983 році до більш ніж 2,2 млрд доларів у 2001 році. Цього року відбулася нова зміна власника торгової марки Gatorade, коли фірму Quaker Oats придбав концерн PepsiCo.

## Gatorade в XXI столітті

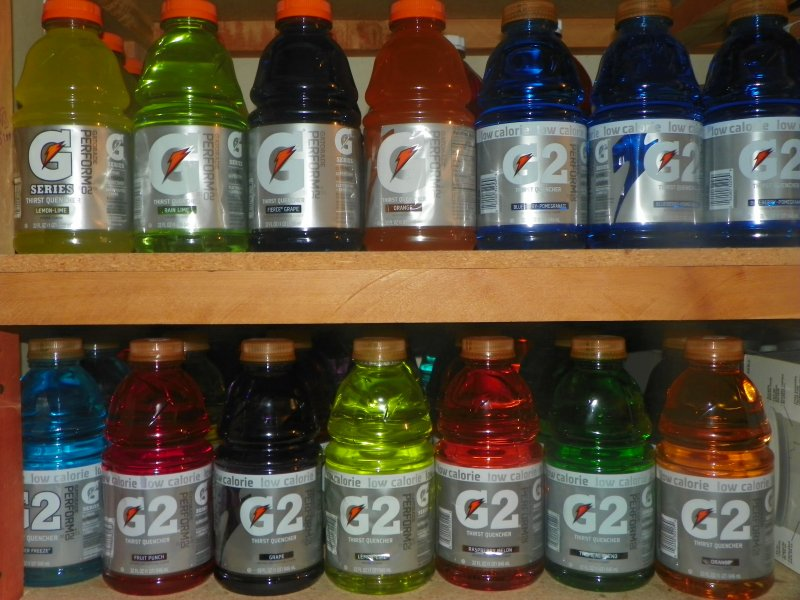
Напої серії Gatorade на магазинному стелажі

У XXI столітті, через чотири десятиліття після винаходу Gatorade, ця торгова марка залишається домінуючою на ринку спортивних напоїв у США та однією з провідних у світовому масштабі. Це значною мірою пов'язано з вдалим позиціонуванням напоїв цієї серії як тих, що мають наукову основу і дають реальні спортивні результати. З 2004 року у рамках семирічного контракту (забезпечується спонсорськими вкладеннями у розмірі 45 млн доларів на рік) компанія PepsiCo стала офіційним постачальником спортивних напоїв усіх команд НФЛ; в середині першого десятиліття нового століття такі контракти були укладені також між нею та 28 із 30 команд НБА, а загальна сума рекламних контрактів у цей період перевищувала 135 млн доларів на рік. Хоча власники торгової марки майже 30 років відмовлялися підписувати рекламні контракти з окремими атлетами і лише у 1991 році уклали такий контракт із Майклом Джорданом, ставшим на той момент єдиним «обличчям» Gatorade, згодом у рекламних роликах напоїв цієї серії почали з'являтися такі зірки спорту, як Міа Хемм (з 1999 року), Тайгер Вудс, Дуейн Уейд, Яо Мін, Кендіс Паркер, Лендон Донован, Еббі Вамбах, Дерек Джітер, Пейтон Меннінг, Серена Вільямс та Усейн Болт.
У результаті серія Gatorade зберігає практично абсолютний контроль над американським ринком спортивних напоїв. Навіть незважаючи на те, що в середньому продукти Gatorade коштують на 7-8 % дорожче, ніж у конкурентів, у 2011 році вони займали 73,3 % загального обсягу продажів ізотонічних напоїв у США; для порівняння, їхній основний і практично єдиний конкурент — Powerade (виробник «Кока-Кола»), обсяги продажів, що успішно розширювали з 2006 року, за рахунок майже 20-відсоткових знижок, — займав у 2011 році 24,5 % американського ринку. Gatorade також продається у більш ніж 80 країнах світу, контролюючи 46 % світового ринку спортивних напоїв, згідно з дослідженнями 2013 року. У 2012 році Gatorade входив до журналу Forbes перелік ста найбільш впливових брендів світу.